# Rheintal/Walgau Autobahn
Die Rheintal/Walgau Autobahn A14 ist eine Autobahn im österreichischen Bundesland Vorarlberg. Sie umfasst mit ihrem Zubringer in Bregenz eine Länge von rund 63,38 Kilometern und ist Teil der Europastraßen E43 und E60.
Die A14 beginnt direkt im Anschluss an die deutsche Bundesautobahn 96 an der deutsch-österreichischen Grenze bei Hörbranz, führt durch den Pfändertunnel an Bregenz und Dornbirn vorbei ins Rheintal, durch den Ambergtunnel an Feldkirch vorbei in den Walgau und geht bei Bludenz in die Arlberg Schnellstraße S16 über.
Bis 2006 lautete der offizielle Name der A14 nur Rheintal Autobahn. In Vorarlberg wurde unter Rheintal Autobahn jedoch oft nur der tatsächlich im Rheintal liegende Teil der A14 verstanden (also die Strecke Hörbranz–Feldkirch), während der im Walgau befindliche Teil (Feldkirch–Bludenz) inoffiziell als Walgau Autobahn bezeichnet wurde.

## Geschichte

### Vorgeschichte und Planungen
Bereits Mitte der 1930er-Jahre erkannten Verkehrsplaner, dass der stark steigende motorisierte Verkehr nicht mit bis dato existierenden Straßen zu bewältigen sein wird. Eine erste Studie wurde noch vor der Zeit des Nationalsozialismus in Auftrag gegeben und hatte den Titel HaFraBa (Autostraße Hansestädte-Frankfurt-Basel).
Nach dem Anschluss Österreichs an das Deutsche Reich wurde 1939 eine weitere Autobahnstudie in Auftrag gegeben, welche eine Verbindung von Wangen im Allgäu nach Feldkirch vorsah. Anschlüsse sollten nur die Städte Lindau (Bodensee), Bregenz, Dornbirn und Feldkirch bekommen. Eine Alpenstraße sollte über den Pfänder nach Scheidegg zur Queralpenstraße führen. Diese Pläne wurden allerdings mit Kriegsbeginn 1939 verworfen.
Im besetzten Nachkriegsösterreich war die Motorisierung auf ihrem niedrigsten Niveau angelangt. Erst 1952 entwickelte Baurat Netzer eine Studie, die den Ausbau der Bundesstraße 1 mit Ortsumfahrungen vorsah. Eine Überlastung der Bundesstraßen war zu dieser Zeit nur in den Ortsdurchfahrten erahnbar. Die erste großräumige Verkehrszählung im Jahr 1955 und eine darauf aufbauende Verkehrsprognose zeigten, dass auch in Vorarlberg ein Ausbau der Bundesstraße alleine nicht den gewünschten Effekt hätte. In einer Denkschrift aus dem Jahr 1956 ist eine Autobahn von Unterhochsteg bis Feldkirch und von Lauterach (Vorarlberg) bis zur Schweizer Grenze erwähnt. Die Planungen für diese wurden sofort begonnen, da besonders im Bereich Bregenz eine Notwendigkeit bestand.

### Endplanungen und Bau

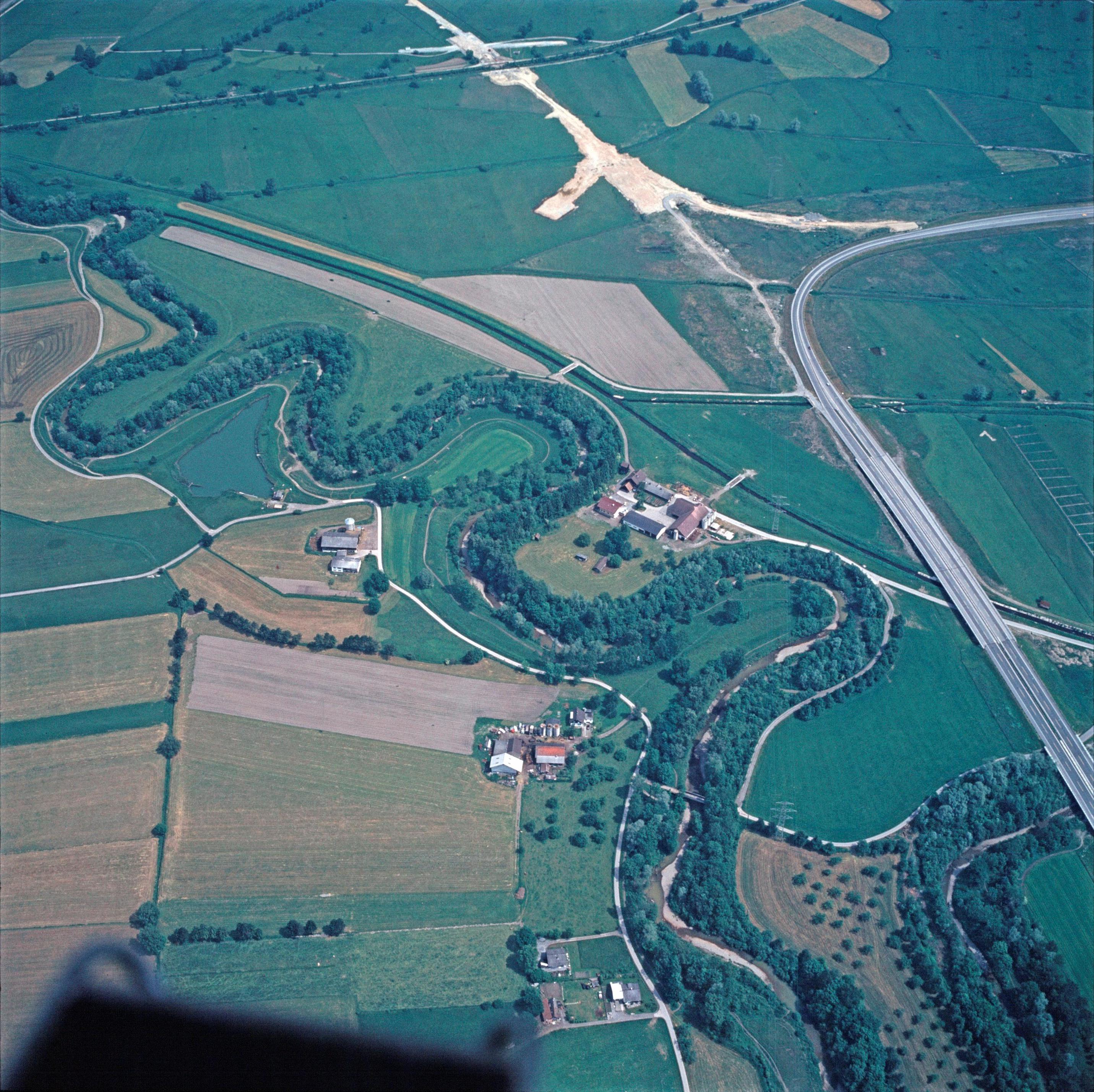
Luftbild der Anschlussstelle Dornbirn-Nord aus dem Jahr 1977, wo die Autobahn zu diesem Zeitpunkt endete

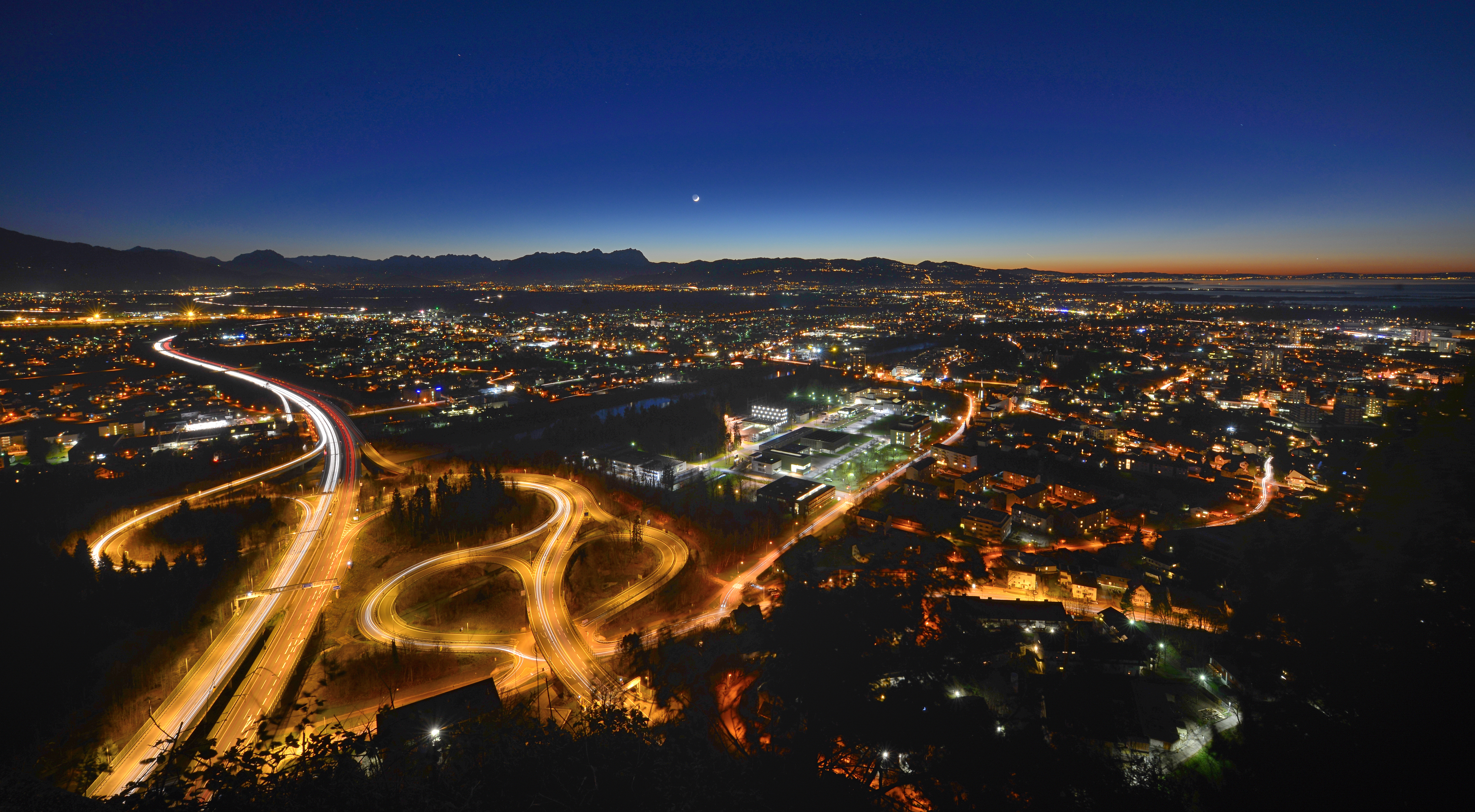
A14 Rheintalautobahn gesehen vom Gebhardsberg

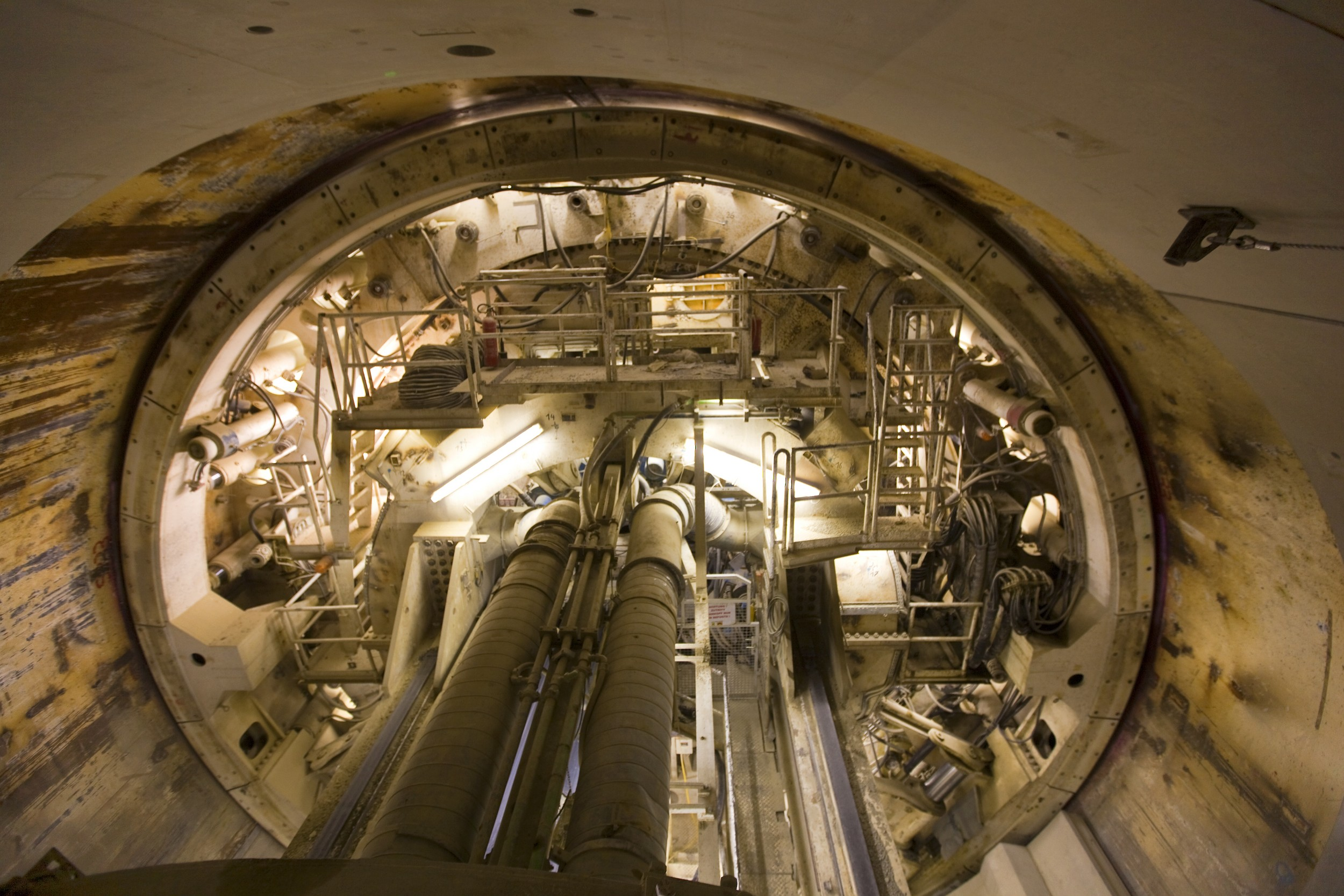
Tunnelvortriebsmaschine beim Bau der zweiten Pfändertunnelröhre

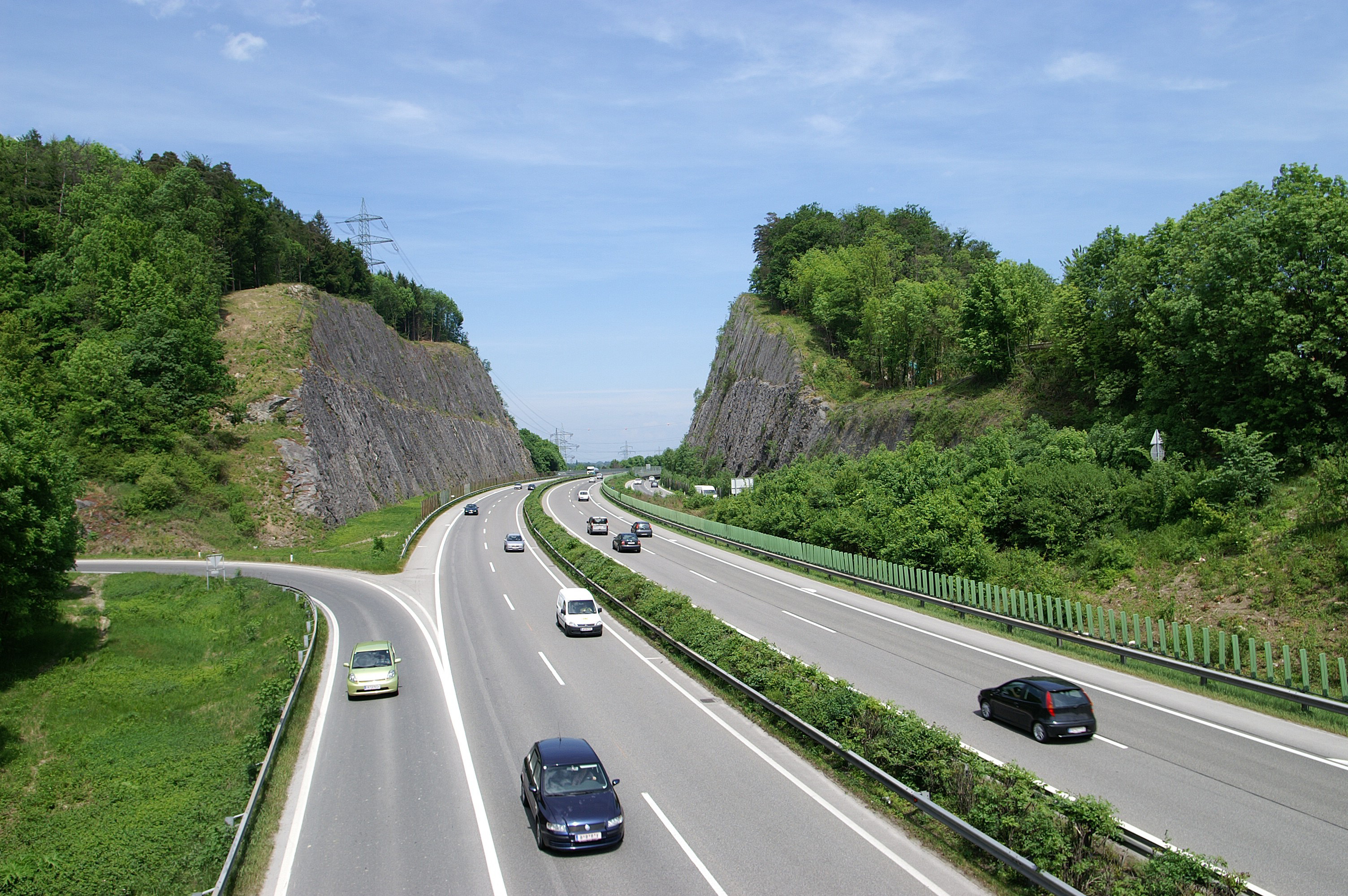
Blick in Richtung Bregenz auf die charakteristische Durchquerung des Udelbergs bei Götzis mit Nebelpunkten an der Fahrbahn in Richtung Bregenz.

Am 29. Oktober 1965 erfolgte der Spatenstich für den Bau des ersten Teilstückes der Rheintal Autobahn von Dornbirn Nord bis Götzis Straßenhäuser. Das durch den Udelbergdurchstich gewonnene Felsmaterial wurde vor allem für diesen Bauabschnitt verwendet. Der geologische Untergrund dieses Bauabschnittes, insbesondere bei Dornbirn-Nord, ist bis heute instabil und bedingt immer wieder Anpassungen und Nachbesserungen. Dieses Autobahnteilstück wurde am 17. Dezember 1971 für den Verkehr freigegeben.
Erst 1973 wurde nach mehreren Jahren der Vorbereitung und der Ungewissheit die Planung des Pfändertunnels als weiteres wichtiges Teilstück der neuen Autobahn begonnen. Bereits ein Jahr darauf wurde der Richtstollen ausgeschrieben und am 4. Dezember 1975 durchgeschlagen. Der Vollausbruch des Tunnels begann im Herbst 1976. Gleichzeitig wurden auch Zufahrten von der Staatsgrenze und bis zur Anschlussstelle Dornbirn-Nord gebaut. Am 10. Dezember 1980 wurde der neue Tunnel feierlich in Betrieb genommen, allerdings zu diesem Zeitpunkt noch ohne Anschluss der Stadt Bregenz. In den darauf folgenden Jahren wurde der Ausbau dieser Autobahn bis Feldkirch zügig vorangetrieben, nach zähem Ringen wurde am 16. Juli 1985 der Ambergtunnel bis Frastanz eröffnet, womit sich der Weg in den Walgau eröffnete. Zwischenzeitlich war am 5. Juni 1981 bereits das Autobahnteilstück im Walgau freigegeben worden, welches nun an das Teilstück im Rheintal anknüpfte. Mit der Arlbergschnellstraße (S 16) bestand somit eine direkte Straßenverbindung von der deutschen Grenze bei Hörbranz bis ins benachbarte Bundesland Tirol, im Bereich der beiden Großtunnel allerdings nur zweispurig mit Gegenverkehr.

### Anpassung an die Verkehrsverhältnisse
Infolge der massiven Verkehrszunahmen in den 1980er- und 1990er-Jahren wurde vor der Jahrtausendwende mit den Planungen für die zweite Röhre des Ambergtunnels begonnen, diese wurde im Dezember 2003 für den Verkehr freigegeben. Im Sommer 2004 wurde schließlich die seit 1985 bestehende Röhre generalsaniert und dem Einrichtungsbetrieb angepasst.
Die Planungen für eine zweite Pfändertunnel-Röhre konnten erst mit einer Änderung des Verkehrskonzeptes des Landes Vorarlberg im Jahr 2001 beginnen. Bis zu diesem Zeitpunkt war vorgesehen, den Ausbau zu verhindern, um die Pförtnerwirkung für den Verkehr aufrechtzuerhalten. Da diese Pförtnerwirkung aber nicht eintrat und die Verkehrsbelastung im sekundären Straßennetz durch Stau-Ausweichverkehr in Bregenz und Umgebung immer höher wurde, wurde dieses Konzept schließlich geändert und mit den Planungen begonnen. Der Bau der zweiten Röhre begann im April 2006 und wurde im Juni 2012 abgeschlossen. Anschließend wurde die alte Röhre generalsaniert. Der Vollbetrieb beider Röhren im Richtungsverkehr wurde am 3. Juli 2013 aufgenommen.
Seit Februar 2022 ist die Anschlussstelle Dornbirn-Süd (ehemals unter dem Projektnamen „Rheintal Mitte“ gebaut) in Dornbirn in Betrieb, sie befindet sich im Bereich der Unterführung der L 45 Schmitternstraße unter der Rheintal/Walgau Autobahn, die in Verbindung mit dem Ausbau der L 45 insbesondere die Betriebsgebiete im Süden Dornbirns an das höchstrangige Straßennetz anbinden soll.
Die Halbanschlussstelle Wolfurt – Lauterach soll mit Umbau des Güterbahnhofs Wolfurt zum Vollanschluss ausgebaut werden, um dem stetig wachsenden LKW-Verkehr durch die Gemeinden Lauterach und Wolfurt entgegenzuwirken.
Ab 2019 wurde auch die Anschlussstelle Bludenz / Bürs um 30 Millionen Euro großzügig umgebaut, modernisiert und Anfang Dezember 2021 in den Vollbetrieb genommen.
Der Abschnitt im Großraum Dornbirn ist der höchstbelastete. Die Asfinag zählte 2017 im Abschnitt Wolfurt–Lauterach 56.600 Pkw und Kleintransporter sowie 4200 Lkw, bei Koblach 48.800 Pkw, im Pfändertunnel hingegen 34.300 Pkw pro Tag.

### Geschwindigkeitsbeschränkungen
Für die gesamte A 14 gelten seit dem 1. Dezember 1989 zusätzliche, nächtliche Geschwindigkeitsbegrenzungen zwecks Lärm- und Schadstoffreduzierung: Fahrzeuge über 7,5 t: 60 km/h (ausgenommen Omnibusse: 90 km/h), alle übrigen Kfz: 110 km/h.
Zwischen den Anschlussstellen Bludenz/Nüziders und Bludenz/Montafon besteht eine dauerhafte Geschwindigkeitsbegrenzung auf 100 km/h in beiden Richtungen.
Des Weiteren besteht nördlich des Ambergtunnels ein „Lufthunderter“, eine Beschränkung auf 100 km/h zur Minderung des Schadstoffausstoßes, von der Elektroautos ausgenommen sind.

### Lärmbelastung
Die letzten amtlichen Messungen hierzu sind auf dem Stand von 2017: Im stark befahrenen Bereich bei Dornbirn wird ein beidseits der Autobahn verlaufender, jeweils etwa 1 km breiter Streifen mit einem 24-stündigen Durchschnittspegel (Messung 4 m über dem Boden) von mindestens 55 dB(A) beschallt. Der Streifen, in dem mindestens 65 dB(A) herrschen, ist dort immerhin beidseits noch bis zu 250 m breit. Auch im Walgau, z. B. in dichtbesiedelten nördlichen Ortsteilen von Frastanz und Nenzing, gibt es Bereiche, in denen bis zu 1 km Abstand von der Autobahn Dauer-Durchschnittspegel von mindestens 55 dB(A) vorliegen. Lediglich im Bereich über den beiden großen Tunneln ist die Lärmbelastung naturgemäß unter dem für die Lärmkarten relevanten Mindestwert von dauerhaft und durchschnittlich 55 dB(A) angesiedelt. Die nächste Lärmpegelerhebung ist für 2022 vorgesehen.

### Nebelpunkte
Die A14 nördlich des Ambergtunnels zählt aufgrund ihrer Nähe zum Rhein zu den nebelanfälligen Autobahnabschnitten. Aus diesem Grund sind dort alle 33 m weiße Halbkreise („Nebelpunkte“) nahe und außerhalb der rechten Fahrbahnbegrenzungslinie aufgemalt. Kann man von solch einem Nebelpunkt noch bis zum übernächsten Halbkreis sehen, werden max. 60 km/h empfohlen, bei Sicht bis nur noch zum nächsten Punkt max. 40 km/h. Großflächige Tafeln weisen darauf hin.

## Raststationen
An der Rheintalautobahn befinden sich direkt beim Grenzübergang von Deutschland die Raststation Bodensee und bei Hohenems eine weitere Raststation. Am Grenzübergang Hörbranz steht auch ein Gerüst, um verkehrsgefährdende Schnee- und Eisablagerungen von LKW-Aufbauten und -planen herunterzufegen. Weitere Raststationen befinden sich erst wieder an der Arlberg Schnellstraße (S16).

## Ausbauzustand
Die Autobahn ist durchgehend mindestens zweispurig in jede Fahrtrichtung befahrbar. Im Bereich zwischen der Abfahrt Wolfurt und dem Knoten Weidach bei Bregenz ist die Autobahn mit drei Fahrstreifen in jeder Richtung ausgestattet.

## Maut
Der Abschnitt zwischen dem Grenzübergang nach Deutschland und der Ausfahrt Hohenems ist seit Dezember 2019 für PKW mautfrei.